# Біекситон
Біекситон — квазічастинка в кристалі, зв'язаний стан двох екситонів.
Біекситони виникають завдяки обмінній взаємодії між електронами та дірками екситонів, аналогічно тому, як утворюється молекула водню.
Біекситони спостерігалися в CdS, ZnSe, ZnO і CuCl. Випромінювання з біекситонних станів утворює окрему спектральну лінію, яка з'являється тільки при інтенсивному збудженні кристалу, тоді коли густина екситонів у ньому висока.